# José Jordán Yera
José Jordán Yera (Fustiñana, 1933 - Móstoles, 2023) fue un músico español, compositor de música litúrgica,  editor musical, docente, organista y director de coros.

## Biografía
José Jordán Yera nació el 20 de marzo de 1933 en Fustiñana, Navarra (España). Desde muy joven mostró un talento natural para la música, integrándose en la Coral Polifónica de la Virgen de la Peña, dirigida por el sacerdote Pedro Vitas. Este entorno fue el inicio de una vida dedicada  al arte musical y, en particular, a la música religiosa.

### Formación musical
Jordán desarrolló su formación musical de manera rigurosa. Durante siete años perteneció a la Escolanía San Juan de Dios en Barcelona, donde estudió solfeo, piano y canto bajo la tutela de profesores destacados como Matías de Mina, Jaime Rebull y Juan Orpinell. Allí, se familiarizó con la polifonía clásica religiosa, una influencia que marcaría su obra.
Posteriormente, en Pamplona, continuó su formación en piano con el maestro Miguel Echeveste y en armonía y órgano con Domingo Larrea. A través de cursos en la Escuela Superior de Música Sagrada de la Universidad Pontificia de Salamanca, perfeccionó su conocimiento en canto gregoriano y música religiosa, aprendiendo de figuras como  Vicente Pérez Jorge, Tomás de Manzárraga y Samuel Rubio. Además, en Barcelona, amplió su dominio en armonía y composición con Antoni Pérez Simó y Antonio Massana. Jordán también participó en conferencias sobre música religiosa en el Valle de los Caídos, consolidando su enfoque en la relación entre liturgia y música.

### Carrera profesional
Jordán tuvo una carrera multifacética como educador, organista, director de coros y compositor. Fue responsable de estudios musicales en los centros de formación de la Orden de San Juan de Dios en la provincia de Aragón. Además, desempeñó funciones como organista y docente en la Escolanía del Santuario de Nuestra Señora de Covadonga en Asturias.
Su trabajo en parroquias lo llevó a dirigir numerosos coros, siendo especialmente significativo su vínculo con el Coro Parroquial de Nuestra Señora de la Asunción en Móstoles. Para este grupo, compuso múltiples piezas musicales, contribuyendo a un repertorio que enriqueció las celebraciones litúrgicas y comunitarias.

## Compositor y Editor

### Labor editorial
Como director de la editorial Mundo Musical y fundador de "Grafías Musicales Jordán", se dedicó a la informatización y publicación de partituras. Colaboró con destacados compositores y musicólogos, promoviendo tanto obras clásicas como contemporáneas, religiosas y profanas. Participó en proyectos de gran envergadura, como la transcripción de las Cantigas de Santa María de Alfonso X el Sabio, y la edición de colecciones monumentales como las obras completas de Ángel Barja y la recopilación de cantos de peregrinos a Santiago de Compostela.

### Compositor
Realizó 582 composiciones musicales, todas música litúrgica excepto 27 obras folkclóricas:
- Cantos para diversos tiempos litúrgicos: Adviento, Navidad, Epifanía, Cuaresma, Pascua, Pentecostés, Cantos para el tiempo ordinario.
- Cantos para las partes de la misa: Señor, ten piedad, Aleluya, Santo
- Himnos Eucarísticos, Corpus-Christi.
- Himnos al Sagrado Corazón de Jesús y Cristo Rey
- Himnos y cantos a la Virgen María
- Cantoral para la Iglesia de Fustiñana
- Himnos para Santos de la Iglesia
- Himnos, Salmodia y Cantos bíblicos de la Liturgia de las Horas
- Temas folkclóricos

## Impacto y legado
La contribución de José Jordán Yera se enmarca en un contexto histórico en el que la música litúrgica enfrentaba desafíos significativos tras el Concilio Vaticano II. La secularización y la pérdida de tradiciones musicales llevaron a un empobrecimiento del repertorio litúrgico, situación que Jordán combatió con su obra.

## Obras publicadas
La Orden de Hermanos de San Juan de Dios publicó en 2022 toda su obra musical, con 582 composiciones, en un sólo volumen de 3670 páginas.